# Lag om trossamfund
Lag (1998:1593) om trossamfund är en svensk lag som tillkom i samband med att Svenska kyrkan skildes från svenska staten, vilket skedde den 1 januari år 2000. Lagen stadgar om hur andra svenska trossamfund än Svenska kyrkan kan registreras eller avregistreras, samt om vilka rättigheter och skyldigheter registrerade trossamfund (inberäknat Svenska kyrkan) har. (Vissa av bestämmelserna, bland annat de om registrering, gäller inte Svenska kyrkan; för detta trossamfund gäller då i stället stadgandena i Lag om Svenska kyrkan.)

## "Trossamfund" i lagens mening.
I denna lag definieras trossamfund som "en gemenskap för religiös verksamhet, i vilken det ingår att anordna gudstjänst". Ett sådant samfund kan ansöka om att bli registrerat. Registrering är inte nödvändig för samfundets möjligheter att utöva sin tro (religionsfriheten regleras inte i lagen om trossamfund, som i stället hänvisar till regeringsformen och Europakonventionen), men det ger bland annat samfundet status som juridisk person och möjligheter att företräda sina medlemmar. Trossamfundet kan tidigare ha varit en ideell förening, men däremot kan aktiebolag, ekonomiska föreningar och stiftelser inte utgöra registrerade trossamfund.
För registrering fordras att trossamfundet har "stadgar där det finns bestämmelser om trossamfundets ändamål och om hur det fattas beslut i trossamfundets angelägenheter" och "en styrelse eller motsvarande organ", och att dess namn inte kan sammanblandas med andra registrerade trossamfunds.
Ett registrerat trossamfund kan avregistreras på egen begäran, och också under vissa omständigheter träda i likvidation efter beslut av registreringsmyndigheten (Kammarkollegiet).

## Medlemskap i registrerat trossamfund.
Lagen tillåter att vårdnadshavare för barn bestämmer att dessa blir medlemmar av eller lämnar trossamfund; om barnet har fyllt 12 år måste det dock självt godkänna en sådan förändring. Vuxna avgör själva om de vill vara medlemmar. Lagen stadgar också uttryckligen att ingen är skyldig att tillhöra något trossamfund, och att avtal i strid med detta är ogiltiga.
Ett registrerat trossamfund kan få statlig hjälp att ta in avgifter från sina medlemmar ("kyrkoavgift"), om det
1. bidrar till att upprätthålla och stärka de grundläggande värderingar som samhället vilar på, och
2. är stabilt och har egen livskraft (varmed avses bl.a. att samfundet måste ha minst 3000 medlemmar).